# Ohrožení Britannicu
Ohrožení Britannicu (v anglickém originálu Juggernaut) je britský filmový thriller z roku 1974, v němž hrají Richard Harris, Omar Sharif a Anthony Hopkins. Film, který režíroval Richard Lester, byl z velké části natočen na palubě TS Hamburg plující v Severním moři. Byl inspirován skutečnými událostmi, v květnu 1972 bylo kvůli bombové hrozbě na palubu QE2 padákem vysazeno komando Special Boat Service.
Richard Harris ve filmu vede tým pyrotechniků, vyslaný ke zneškodnění několika mohutných náloží, které byly umístěny v podpalubí zaoceánského parníku plujícího přes severní Atlantik. Mezitím na břehu vede policie závod s časem a snaží se vystopovat tajemného výrobce bomb, který si říká Juggernaut a který výměnou za výkupné odhalí postup, jak bomby deaktivovat.

## Obsazení
| Richard Harris    | Anthony Fallon             |
| Omar Sharif       | kapitán Alex Brunel        |
| David Hemmings    | Charlie Braddock           |
| Anthony Hopkins   | Superintendent John McLeod |
| Shirley Knight    | Barbara Bannister          |
| Ian Holm          | Nicholas Porter            |
| Clifton James     | Corrigan                   |
| Roy Kinnear       | Curtain                    |
| Caroline Mortimer | Susan McLeod               |
| Mark Burns        | Hollingsworth              |
| John Stride       | Hughes                     |
| Freddie Jones     | Sidney Buckland/Juggernaut |
| Julian Glover     | Marder                     |
| Cyril Cusack      | O'Neil                     |